# Rhapsody for piano and orchestra
Rhapsody for piano and orchestra is een compositie van Ernest John Moeran. Moeran zou nooit een pianoconcert schrijven. Liefhebbers van dat genre kwamen bij deze componist slechts tot deze rapsodie voor piano en orkest.  Het componeren van deze rapsodie nam aanmerkelijk veel meer tijd in beslag dan het schrijven van de First en Second rhapsody. Moeran begon in 1939 en het werk was pas voltooid in 1943. De rapsodie voor piano en orkest kreeg ook wel de aanduiding Third rhapsody en/of Piano rhapsody.
Het werk is geschreven in een driekwartsmaat. Af en toe komt La valse (8:30) van Maurice Ravel bovendrijven.  
De componist leverde het werk op instigatie van collegacomponist Arnold Bax, die graag had dat Moeran een werk schreef voor de combinatie piano en orkest. Moeran zou het werk gebruiken als levering op een opdracht van de Promsconcerten. Het was dan ook daar dan ook (gegevens 2014) drie maal te horen:
- 19 augustus 1943: Harriet Cohen, destijds beroemd Brits pianiste, was de solist in dit werk. Adrian Boult leidde het BBC Symphony Orchestra.
- 15 augustus 1947: Irne Kohler, was solist; Malcolm Sargent leidde het London Symphony Orchestra
- 9 september 1952: Joseph Weingarten was solist: Basil Cameron leidde het London Symphony Orchestra.

Degene die het werk het meest gepromoot heeft is echter Iris Loveridge, de componist vond haar de beste vertolkster van het werk. Tot een opname kwam het kennelijk niet, terwijl ze wel Moerans werken voor piano solo heeft opgenomen.
Discografie:
- John McCabe met het New Philharmonia Orchestra onder leiding van Nicolas Braithwaite (opname jaren 70, Lyrita Records)
- Margaret Fingerhut met het Ulster Orchestra onder leiding van Vernon Handley (opname 1988, Chandos)
- Benjamin Frith met het Ulster Orchestra onder leiding van JoAnn Falletta (opname 2012, Naxos)